# Lúnula
Lúnula (Do latim "pequena lua") é a "meia-lua" com aspecto de crescente, de tom mais claro na base da unha, sendo a parte visível da raiz da unha. A lúnula é descrita como um reflexo da queratinização parcial das células nessa região. Pesquisas concluíram que a lúnula é uma área de derme frouxa com feixes de colágeno menos desenvolvidos. Tem a cor esbranquiçada porque um estrato basal subjacente espessado obscurece os vasos sanguíneos subjacentes.
Em humanos, ela aparece na 14a semana de gestação e tem um papel estrutural primário na definição da borda livre da lâmina ungueal distal (a parte da unha  que cresce para fora). A lúnula é mais perceptível no polegar; no entanto, nem todas as lúnulas são visíveis. Em alguns casos, o eponíquio pode cobrir total ou parcialmente a lúnula.